# Curtiss-Wright XP-55 Ascender
El Curtiss-Wright XP-55 Ascender (Curtiss-Wright CW-24), fue un prototipo de caza creado en los años 1940 por la compañía estadounidense Curtiss. Junto con los XP-54 y XP-56, es resultado de la propuesta R-40C del Cuerpo Aéreo del Ejército de los Estados Unidos emitida el 27 de noviembre de 1939, pidiendo diseños de aeronaves no convencionales. Con un diseño muy inusual para su época, el XP-55 Ascender tenía una configuración alar de tipo canard, el motor montado en la parte trasera moviendo una hélice propulsora, alas en flecha y dos estabilizadores verticales. Al igual que el XP-54, el Ascender fue diseñado en un principio para utilizar el motor Pratt & Whitney X-1800 y tuvo que ser rediseñado cuando el proyecto del motor fue cancelado. También sería el primer caza de Curtiss en usar tren de aterrizaje triciclo.

## Diseño y desarrollo

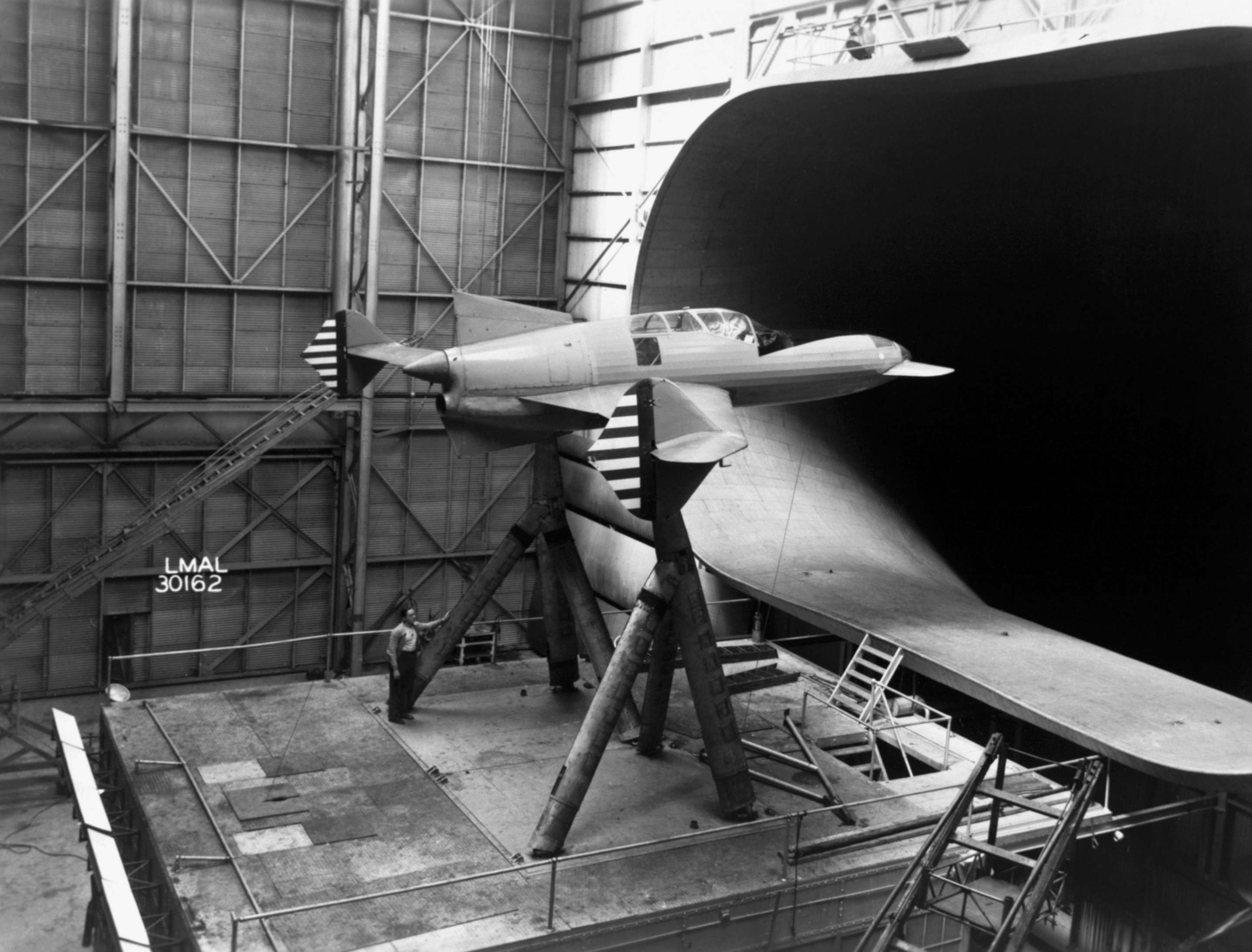
Curtiss CW-24B en el túnel de viento de Langley.

El 22 de junio de 1940, la compañía Curtiss-Wright recibió un contrato del Ejército por los datos preliminares de ingeniería y un modelo motorizado de túnel de viento. La designación P-55 fue reservada para el proyecto. El USAAC no estuvo completamente satisfecho con los resultados de estas pruebas, y Curtiss-Wright se encargó de construir un modelo volable a escala real, que designó CW-24B. La bancada volante estaba propulsada por un motor lineal Menasco C68-5 de 205 kW (275 hp). Tenía fuselaje de tubo de acero soldado y recubrimiento de tela con alas de madera. El tren de aterrizaje no era retráctil.
El 10 de julio de 1942, las Fuerzas Aéreas del Ejército de los Estados Unidos emitieron un contrato por tres prototipos bajo la designación XP-55. Los números de serie fueron del 42-78845 al 42-78847. Durante este tiempo, el motor de válvulas de camisa de bloque en H Pratt & Whitney X-1800 había experimentando serios retrasos de desarrollo, y fue finalmente cancelado. Curtiss decidió cambiar al motor lineal refrigerado por líquido Allison V-1710 (F16) de 750 kW (1000 hp) a causa de su probada fiabilidad. El armamento iba a ser de dos cañones de 20 mm y dos ametralladoras de 12,7 mm. Durante la fase de maqueta, se decidió cambiar al más potente V-1710-95 de 951 kW (1275 hp). Los cañones de 20 mm también fueron reemplazados por ametralladoras de 12,7 mm.
Una característica especial del XP-55 era una palanca de lanzamiento de la hélice localizada en la cabina, para prevenir que el piloto golpease la misma al abandonar el avión. El dispositivo de lanzamiento fue inventado por W. Jerome Peterson mientras trabajaba como ingeniero de diseño para Curtiss-Wright.

## Historia operacional

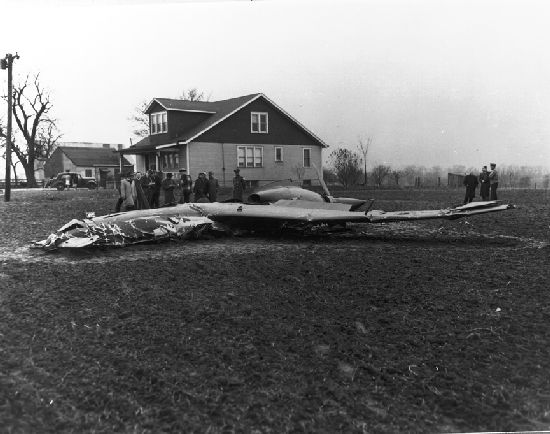
El primer XP-55 tras un accidente durante las pruebas.

El primer XP-55 (42-78845) fue completado el 13 de julio de 1943 y tenía la misma configuración aerodinámica que el prototipo final CW-24B. El avión realizó su primer vuelo de pruebas el 19 de julio de 1943 desde el Scott Field del Ejército, cerca de la planta de Curtiss-Wright en San Luis (Misuri). El piloto fue J. Harvey Gray, piloto de pruebas de Curtiss. Las pruebas iniciales revelaron que la carrera de despegue era excesivamente larga. Para solventar este problema, el tamaño del elevador del morro fue agrandado y el ajustador superior del alerón fue interconectado con los flaps, por los que operaba cuando los flaps estaban bajados.
El 15 de noviembre de 1943, el piloto de pruebas Harvey Gray, volando el primer XP-55 (S/N 42-78845), estaba probando las características de pérdida del avión en altitud, cuando el XP-55 repentinamente volcó hacia atrás y cayó en un descenso invertido e incontrolable. El piloto no fue capaz de enderezar el avión, y cayó fuera de control durante 4900 m (16 000 pies) antes de que fuera capaz de saltar con seguridad en paracaídas. El avión acabó destruido.
El segundo XP-55 (42-78846) era similar al primero, pero con un elevador de morro ligeramente más grande, sistemas de los compensadores del elevador modificados, y un cambio de compensadores de equilibrio por compensadores de resorte en los alerones. Voló por primera vez el 9 de enero de 1944. Todas las pruebas de vuelo fueron restringidas, así que la zona de pérdida fue evitada.
El tercer XP-55 (42-78847) voló por primera vez el 25 de abril de 1944. Fue equipado con cuatro ametralladoras, e incorporaba alguna de las lecciones aprendidas de la pérdida del primer XP-55. Se encontró que las características de pérdida del avión podían ser muy mejoradas con la adición de extensiones de punta alar de 1,22 m, e incrementando los límites del recorrido del elevador del morro. Entre el 16 de septiembre y el 2 de octubre de 1944, el segundo XP-55 (42-78846), que había sido modificado a los mismos estándares que el tercer avión, realizó pruebas de vuelo oficiales de las USAAF.
Las prestaciones del XP-55 no eran muy impresionantes y a menudo inferiores a las de los aviones de caza más convencionales ya en servicio. Además, en 1944 los aviones de caza a reacción ya estaban en un desarrollo bien avanzado, y no se realizaron más desarrollos del XP-55.
El tercer prototipo XP-55 (42-78847) se perdió el 27 de mayo de 1945 durante la jornada de clausura de la Séptima Exhibición Aérea del Bono de Guerra en la Feria de las Fuerzas Aéreas del Ejército en Wright Field, en Dayton (Ohio). Tras un pase bajo en formación con un Lockheed P-38 Lightning y un North American P-51 Mustang a cada lado, su piloto, William C. Glasgow, intentó un tonel lento, pero perdió altitud y se estrelló, enviando restos llameantes contra vehículos en tierra ocupados por civiles en una autopista cercana al aeropuerto. En el accidente murieron Glasgow y cuatro civiles en el suelo.

## Variantes
CW-24
Designación interna de la compañía.
CW-24B
Modelo volable con motor Menasco C68-5, uno construido.
XP-55 Ascender
Prototipo con motor Allison V-1710, tres construidos.

## Operadores
Estados Unidos
- Fuerzas Aéreas del Ejército de los Estados Unidos

## Disposición de los aviones
- 42-78845: estrellado durante un picado vertical el 15 de noviembre de 1943. El piloto saltó.[5]
- 42-78846: en exhibición en el Air Zoo en Kalamazoo (Míchigan). Está en préstamo de larga duración del Museo Nacional del Aire y el Espacio de Estados Unidos del Smithsonian en Washington D. C..[6]
- 42-78847: estrellado durante una exhibición aérea en Wright Field, Ohio, el 27 de mayo de 1945. El piloto murió.[7]

## Especificaciones (XP-55)

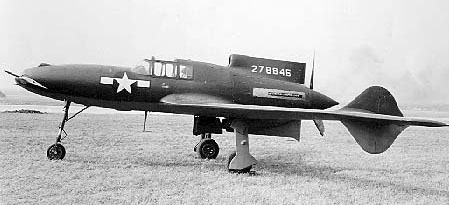
Curtiss XP-55 Ascender en tierra.

Referencia datos: WW2 Aircraft Fact Files: US Army Air Force Fighters, Part 1

### Características generales
- Tripulación: Uno (piloto)
- Longitud: 9 m (29,5 ft)
- Envergadura: 12,4 m (40,7 ft)
- Altura: 3 m (9,8 ft)
- Superficie alar: 21,8 m² (235 ft²)
- Peso vacío: 2882 kg (6351,9 lb)
- Peso cargado: 3497 kg (7707,4 lb)
- Peso máximo al despegue: 3600 kg (7934,4 lb)
- Planta motriz: 1× motor lineal V12 refrigerado por líquido Allison V-1710-95.
  - Potencia: 951 kW (1311 HP; 1293 CV)

### Rendimiento
- Velocidad máxima operativa (Vno): 628 km/h (390 MPH; 339 kt) a 5900 m (19 300 pies)
- Techo de vuelo: 10 500 m (34 449 ft)
- Carga alar: 160 kg/m² (32,8 lb/ft²)
- Potencia/peso: 0,16 hp/lb

### Armamento
- Ametralladoras: 

  - 4 de 12,7 mm (.50) en el morro

## Aeronaves relacionadas

### Desarrollos relacionados
- Vultee XP-54

### Aeronaves similares
- Henschel P.75
- Northrop XP-56 Black Bullet
- Ambrosini SS.4
- Kyūshū J7W
- Miles Libellula
- Saab 21

### Secuencias de designación
- Secuencia CW-_ (interna de Curtiss-Wright): ← CW-21 - CW-22 - CW-23 - CW-24 - CW-25 - CW-26 - CW-27 →
- Secuencia P-_ (Cazas (Pursuit) del USAAC/USAAF/USAF, 1925-1962): ← XP-52 - P-53 - XP-54 - XP-55 - XP-56 - XP-57 - XP-58 →